# Bob Connolly

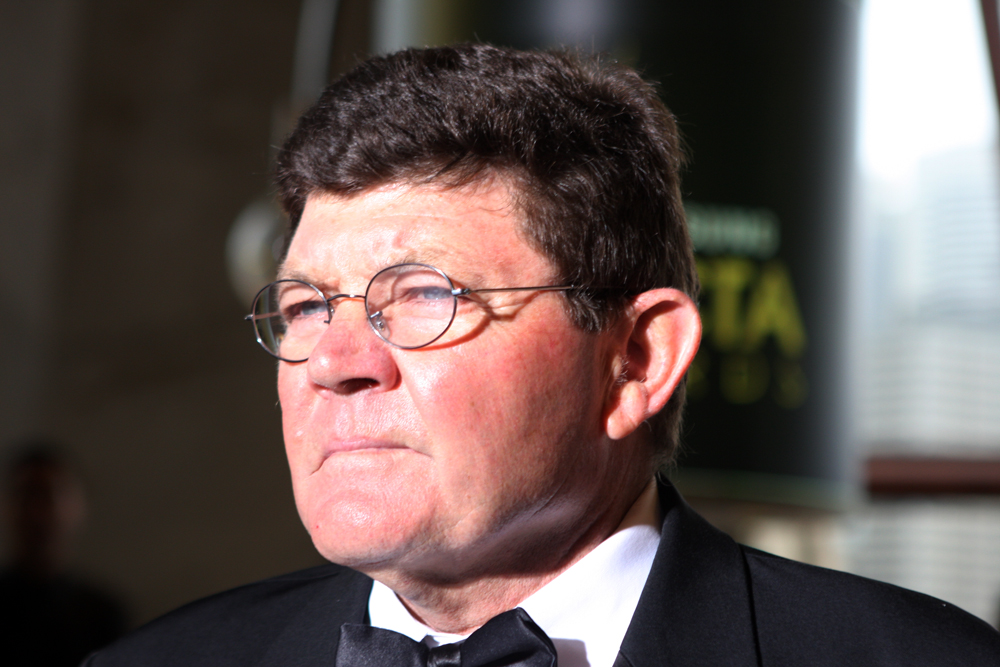
Bob Connolly (2012)

Bob Connolly (* 1945) ist ein australischer Filmemacher, der Dokumentarfilme dreht.

## Leben
Bob Connolly wurde in Australien geboren. Er besuchte das Saint Ignatius’ College in Riverview und studierte an der Universität Sydney. In den 1960er Jahren begann er für ABC zu arbeiten. Dort war er als Korrespondent, Moderator und Dokumentarfilmer tätig. Er drehte in dieser Zeit über 30 Dokumentarfilme.
Bei ABC lernte Bob Connolly seine zukünftige Ehefrau Robin Anderson kennen, die seit 1977 ebenfalls für das Unternehmen arbeitete. Aus der Ehe gingen zwei Töchter hervor. 1978 verließen Connolly und Anderson ABC, um zusammen Independent-Filme zu drehen. Ihr erstes gemeinsames Projekt war der Kurz-Dokumentarfilm Franklin River Journey (1980), bei dem Connolly Regie führte und zusammen mit Anderson das Drehbuch schrieb. Der Film entstand im Auftrag des National Parks and Wildlife Service und begleitet eine Amateurbotanikerin bei einer Floßfahrt auf dem Franklin River in Tasmanien. Er wurde dem Tasmanischen Parlament vorgeführt und trug mit seinen Naturaufnahmen dazu bei, den Bau des umstrittenen Franklin-Staudamms zu verhindern.
In den 1980er Jahren hielt sich das Ehepaar mit Unterbrechungen immer wieder im Hochland Papua-Neuguineas auf, wo sie bei dem Stamm Ganiga im Nebilyer Valley lebten. Beruhend auf diesen Erfahrungen entstand ihre Highlands Trilogy, eine Dokumentar-Trilogie, die mit dem Film First Contact beginnt. Dieser handelt vom ersten Kontakt einiger isoliert lebender Hochlandbewohner mit einer Gruppe weißer Forscher und Goldsucher, den aus Australien stammenden Leahy-Brüdern. First Contact, an dem Connolly und Anderson als Produzenten und Regisseure mitwirkten, war bei der Oscarverleihung 1984 für einen Oscar in der Kategorie „Bester Dokumentarfilm“ nominiert. Die Fortsetzung Joe Leahy’s Neighbours (1989) zeigt die Probleme von Joe Leahy, einem Sohn des Forschers Mick Leahy mit einer Einheimischen, der auf dem Land der Ganiga eine lukrative Kaffeeplantage führt und mit den an ihn gestellten Anforderungen als Geschäftsmann und Big Man kämpft. Der dritte Teil, Black Harvest (1992), dokumentiert die Ereignisse fünf Jahre später, als der Ganiga-Stamm eine im Joint Venture mit Leahy vereinbarte Kaffeeernte einbringen will, die jedoch durch einen ausbrechenden Stammeskrieg und den internationalen Einbruch der Kaffeepreise nicht den erhofften Wohlstand bringt. Als die zwischen den Kriegsfronten stehenden Filmemacher Connolly und Anderson Todesdrohungen erhielten, verließen sie schließlich Papua-Neuguinea. Black Harvest, an dem Connolly als Co-Regisseur und Kameramann beteiligt war, lief auf einer Reihe von Filmfestivals und wurde von ABC ausgestrahlt. Er gewann unter anderem 1992 den Los Angeles Film Critics Association Award in der Kategorie „Bester Dokumentarfilm“ und 1993 den Großen Preis beim Internationalen Dokumentarfilmfestival von Yamagata. Insgesamt erhielt die Highlands Trilogy über 30 Auszeichnungen, darunter je dreimal den Grand Prix beim Cinéma du Réel und den AFI Award in der Kategorie „Bester Dokumentarfilm“.
Eine weitere gemeinsame Produktion von Connolly und Anderson ist die Dokumentation Rats in the Ranks (1996), welche von Geschehnissen im Vorfeld anstehender Bürgermeisterwahlen im Leichhardt Municipality handelt. Sie lief erfolgreich auf mehreren Festivals und fünf Monate im australischen Kino. Die letzte Zusammenarbeit des Ehepaares, der Dokumentarfilm Facing the Music (2001), porträtiert Anne Boyd, die sich für die durch Budgetkürzungen gefährdete Musikabteilung an der Universität Sydney einsetzt. An beiden Filmen war Connolly als Co-Regisseur, Co-Produzent und Kameramann beteiligt, an Rats in the Ranks zudem als Editor. Neben dem Filmdreh veröffentlichten Connolly und Anderson auch zwei Sachbücher, die ihre Arbeit an den Dokumentationen Franklin River Journey und First Contact zum Thema haben.
Nach dem frühen Tod seiner Frau 2002 zog sich Connolly für einige Zeit aus dem Filmgeschäft zurück. Auf der Basis ihrer Tagebücher schrieb er das Buch Making „Black Harvest“, das 2005 mit einem Walkley Book Award ausgezeichnet wurde. Später drehte er mit Sophie Raymond die Dokumentation Mrs. Carey’s Concert (2011), in der die Highschool-Lehrerin Karen Carey gegen einige Widerstände anspruchsvolle Schulkonzerte im Sydney Opera House organisiert. Hierfür wurden sie 2012 mit AACTA Awards in den Kategorien „Bester Dokumentarfilm“ und „Beste Regie bei einer Dokumentation“ ausgezeichnet, Connolly erhielt zudem eine Nominierung in der Kategorie „Beste Kamera bei einer Dokumentation“.
Connolly lebt in Glebe, einem Vorort von Sydney.

## Filmografie (Auswahl)
- 1979: Front Line
- 1980: Franklin River Journey (Kurzfilm)
- 1980: R.S.V.P. – Retired Senior Volunteers Programme (Kurzfilm)
- 1981: Public Enemy Number One
- 1981: Wagerup Weekend
- 1982: Home on the Range
- 1983: First Contact
- 1984: Nicaragua: No pasaran
- 1986: Chile: Hasta Cuando?
- 1989: Joe Leahy’s Neighbours
- 1992: Black Harvest
- 1996: Rats in the Ranks
- 2001: Facing the Music
- 2011: Mrs. Carey’s Concert
- 2013: Once My Mother
- 2021: Recorder Queen (Kurzfilm)

## Publikationen
- mit Robin Anderson: The fight for the Franklin. The story of Australiaʼs last wild river. Cassell Australia, North Melbourne 1981, ISBN 0-7269-1413-4.
- mit Robin Anderson: First Contact. New Guinea's Highlanders Encounter the outside world. Penguin, London 1987, ISBN 0-14-007465-1.
- Making „Black Harvest“. Warfare, film-making and living dangerously in the highlands of Papua New Guinea. ABC Books, Sydney 2005, ISBN 0-7333-1574-7.